# ادعيديعة (بني أورى العيون)
ادعيديعة هو دُوَّار يقع بجماعة عين تيزغة، إقليم بنسليمان، جهة الدار البيضاء سطات في المملكة المغربية. ينتمي الدوّار لمشيخة بني أورى العيون التي تضم 3 دواوير. يقدر عدد سكانه بـ 938 نسمة حسب الإحصاء الرسمي للسكان والسكنى لسنة 2004.

## روابط خارجية
- البوابة الوطنية للجماعات الترابية
- المندوبية السامية للتخطيط